# بونتوس فون روزين
بونتوس فون روزين (بالسويدية: Pontus von Rosen)‏ هو مبارز بالسيف سويدي، ولد في 21 نوفمبر 1881 في ستوكهولم في السويد، وتوفي في 11 يناير 1951.

## وصلات خارجية
- بونتوس فون روزين على موقع أوليمبيديا (الإنجليزية)
- بونتوس فون روزين على موقع اللجنة الأولمبية السويدية (السويدية)